# Ottawa Civics
Gli Ottawa Civics  sono stati una squadra di hockey su ghiaccio della World Hockey Association con sede nella capitale canadese di Ottawa. Operarono solo per due settimane nel gennaio del 1976 e disputarono i loro incontri casalinghi presso l'Ottawa Civic Centre.

## Storia
I Denver Spurs, squadra che aveva già militato nella Western Hockey League e nella Central Hockey League, si iscrissero alla World Hockey Association e  presero il via nella stagione 1975-76 dopo aver ingaggiato molti degli atleti provenienti dai Chicago Cougars, formazione che si era sciolta quell'estate, insieme ad alcuni giocatori rimasti dopo l'esperienza in CHL.
Col passare dei mesi aumentarono le voci di un trasferimento dei Seals o dei Kansas City Scouts per la stagione successiva. Sapendo di non poter reggere la presenza di una squadra NHL nella stessa città verso dicembre il proprietario Mullenix iniziò le trattative per vendere la squadra a un gruppo di imprenditori di Ottawa. All'improvviso senza alcuna comunicazione il 2 gennaio 1976 gli Spurs si trasferirono a Ottawa. La squadra, allora in trasferta a Cincinnati, scoprì la notizia solo prima della gara quando fu trasmesso l'inno canadese O Canada.
Il 4 gennaio 1976 i Civics sconfissero per 5-2 i Minnesota Fighting Saints; questa fu l'unica vittoria nella breve vita dei Civics, che nel frattempo erano stati trasferiti dalla Western Division alla Canadian Division. Il trasferimento fu così improvviso che non furono creati un logo o delle divise apposite, infatti i giocatori continuarono a vestire le maglie degli Spurs senza il logo sul petto.
Il 7 gennaio 1976 la WHA fece ritorno a Ottawa di fronte a 8.500 spettatori nella sconfitta contro New England per 3-2. Dopo altre due sconfitte in trasferta i Civics giocarono l'ultima partita della loro storia il 15 gennaio contro gli Houston Aeros. Vi fu il tutto esaurito con 9.355 tifosi sugli spalti ma la gara fu vinta dagli Aeros all'overtime.
Dopo la gara la squadra fu sciolta a causa del mancato accordo fra Millenix e gli imprenditori locali, una differenza fra domanda e offerta di circa 500.000 dollari. Il 17 gennaio la lega lanciò un comunicato ufficiale sullo scioglimento della squadra e su un Draft apposito per trasferire i giocatori in altre squadre. L'hockey professionistico sarebbe ritornato a Ottawa solo nel 1992 con la creazione degli Ottawa Senators.

## Record stagione per stagione
| Stagione                     | Division | Gare | V  | S  | P | Punti | GF  | GS  | Piazzamento | Play-off        |
| ---------------------------- | -------- | ---- | -- | -- | - | ----- | --- | --- | ----------- | --------------- |
| Denver Spurs - Ottawa Civics |          |      |    |    |   |       |     |     |             |                 |
| 1975-76                      | Canadian | 41   | 14 | 26 | 1 | 29    | 134 | 172 | -           | squadra sciolta |

## Record della franchigia

### Carriera
Gol: 21  Don Borgeson e  Ralph Backstrom
Assist: 29  Ralph Backstrom
Punti: 50  Ralph Backstrom
Minuti di penalità: 58  Rick Morris
Vittorie: 8  Bob Johnson
Shutout: 1  Cam Newton